# Alqueria de Barrinto
L'Alqueria de Barrinto és una alqueria situada al barri de Marxalenes de la ciutat de València, al camí de Montanyana. Data originàriament del segle xiv i és el resultat d'una remodelació que en el segle xv va transformar una antiga casa existent, construint-se l'actual alqueria.
L'edificació s'estructura a partir d'un gran vestíbul de gran altura, amb biguetes policromades, a partir del qual s'organitzen les cuines, sales principals, estances de servei, l'àmbit agrari i fins i tot un sistema de trull i cellers.
El cos principal amb les sales nobles de l'habitatge senyorial se situa al sud. Compta amb sales de grans dimensions amb finestrals flanquejats per festejadors situats cap al jardí i hort. Es tracta de sales que s'articulen entre si mitjançant xicotetes portes d'algepseries en els seus extrems, a les quals s'accedeix des del gran vestíbul d'accés per una escala de traçat curt, a la manera d'una entreplanta gòtica.
Actualment és propietat de l'Ajuntament de València, que la va rehabilitar a finals dels anys 90 i principis del 2000 com a edifici municipal multiús. Des de 2001 alberga la biblioteca municipal Joanot Martorell.

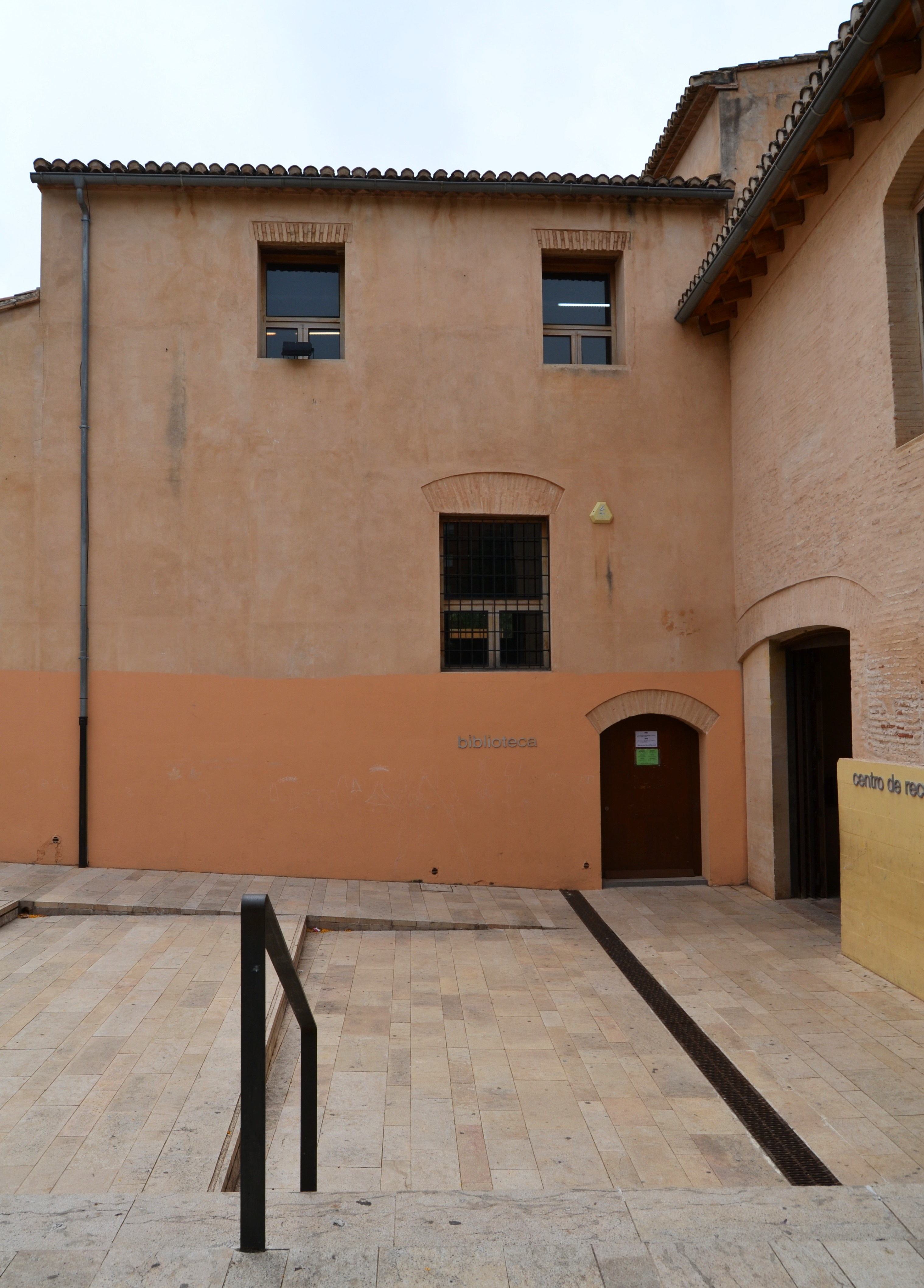
Entrada a l'alqueria
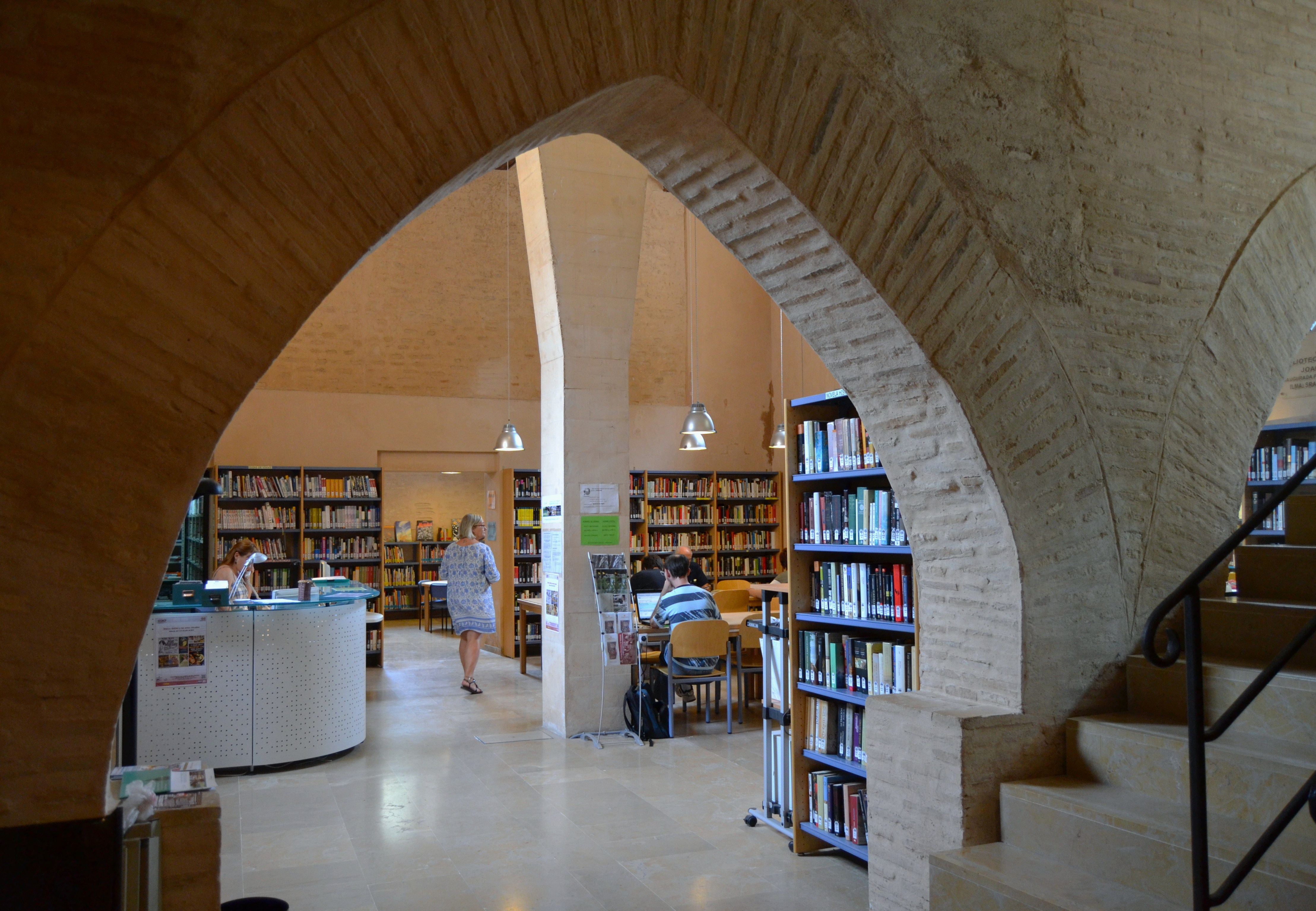
Arc gòtic a l'interior
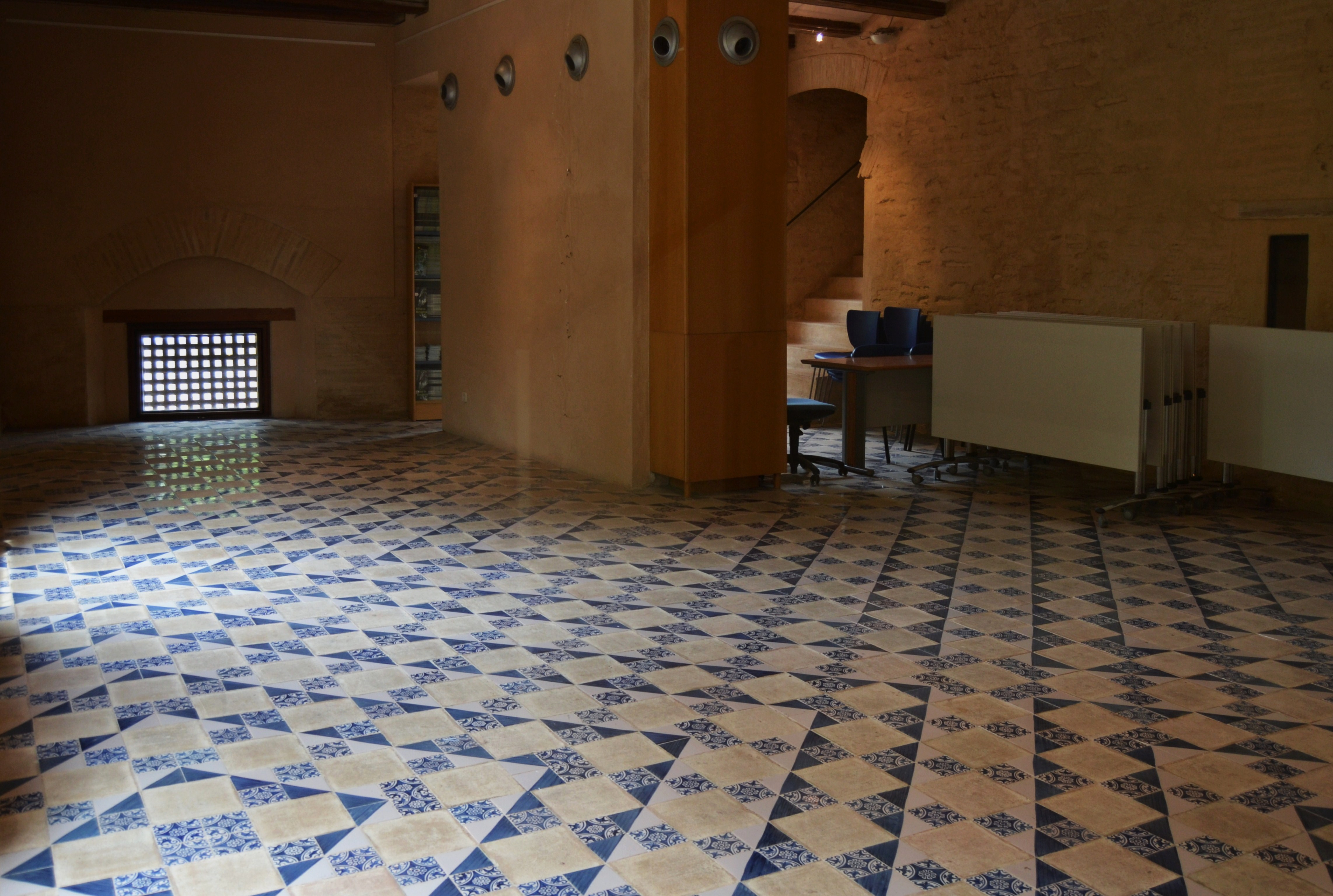
Interior de l'alqueria
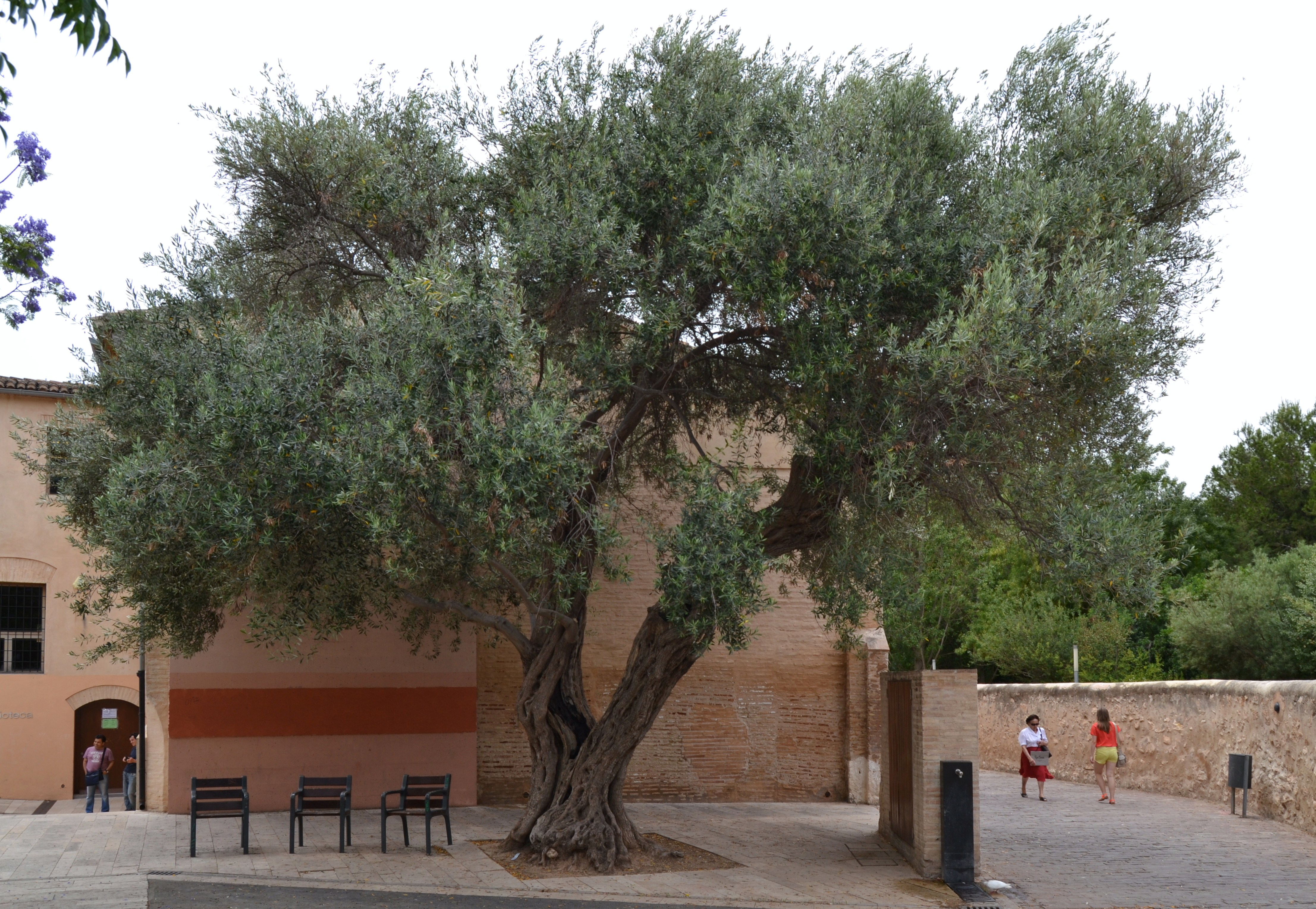
Olivera al pati de l'alqueria